# 胸さわぎ (サザンオールスターズのライブ)
『胸さわぎ』（むなさわぎ）は、1978年の12月から1979年の1月までサザンオールスターズが行ったコンサート。

## 解説
サザンオールスターズの公式上、初めて行ったコンサートとされている（それ以前には大学の学園祭などでライブを行っている）。コンサートには1万8千人動員した。

## 演奏曲
1. いとしのフィート
2. 当たって砕けろ
3. 今宵あなたに
4. レゲエに首ったけ
5. 瞳の中にレインボウ
6. I Shall Be Released
7. I See My Life･･･
8. Blues ~ Get Back ~ Youngblood
9. 恋はお熱く
10. 別れ話は最後に
11. 気分しだいで責めないで
12. 女呼んでブギ
13. 勝手にシンドバッド
14. 茅ヶ崎に背を向けて

ENCORE
1. 気分しだいで責めないで
2. 勝手にシンドバッド